# 报国寺 (峨眉山)
峨眉山报国寺、又称“会宗堂”，位于四川省峨嵋山山麓，汉族地区佛教全国重点寺院之一。

## 简介
该寺是峨嵋山第一座佛寺、门户。建于明万历年间，寺内正殿原供奉着佛、道、儒三教的代表，故为“三教会宗”。后清康熙帝改为报国寺。山门悬有康熙四十二年御题“报国寺”匾额。寺内有明朝万历年间紫铜华严塔，四千七百座小佛像，塔周刻有《华严经》；寺门外有莲花铜钟，为“峨嵋十景”之“圣积晚钟”。钟上铸有六万余字的《阿含经》及其他佛偈、铭、疏。报国寺于清同治五年重建。
报国寺入山门后依山势而上有弥勒殿、大雄宝殿等大殿。

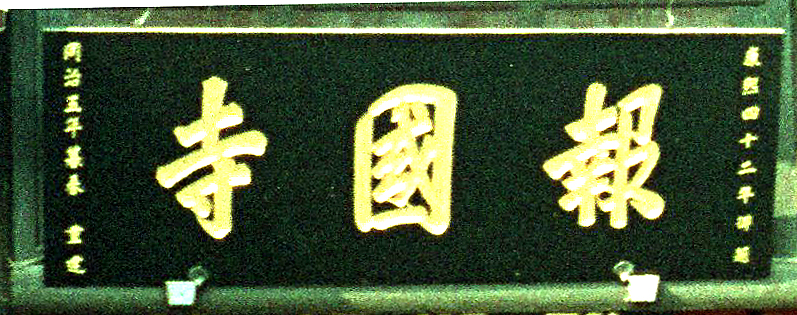
康熙帝御题报国寺额匾
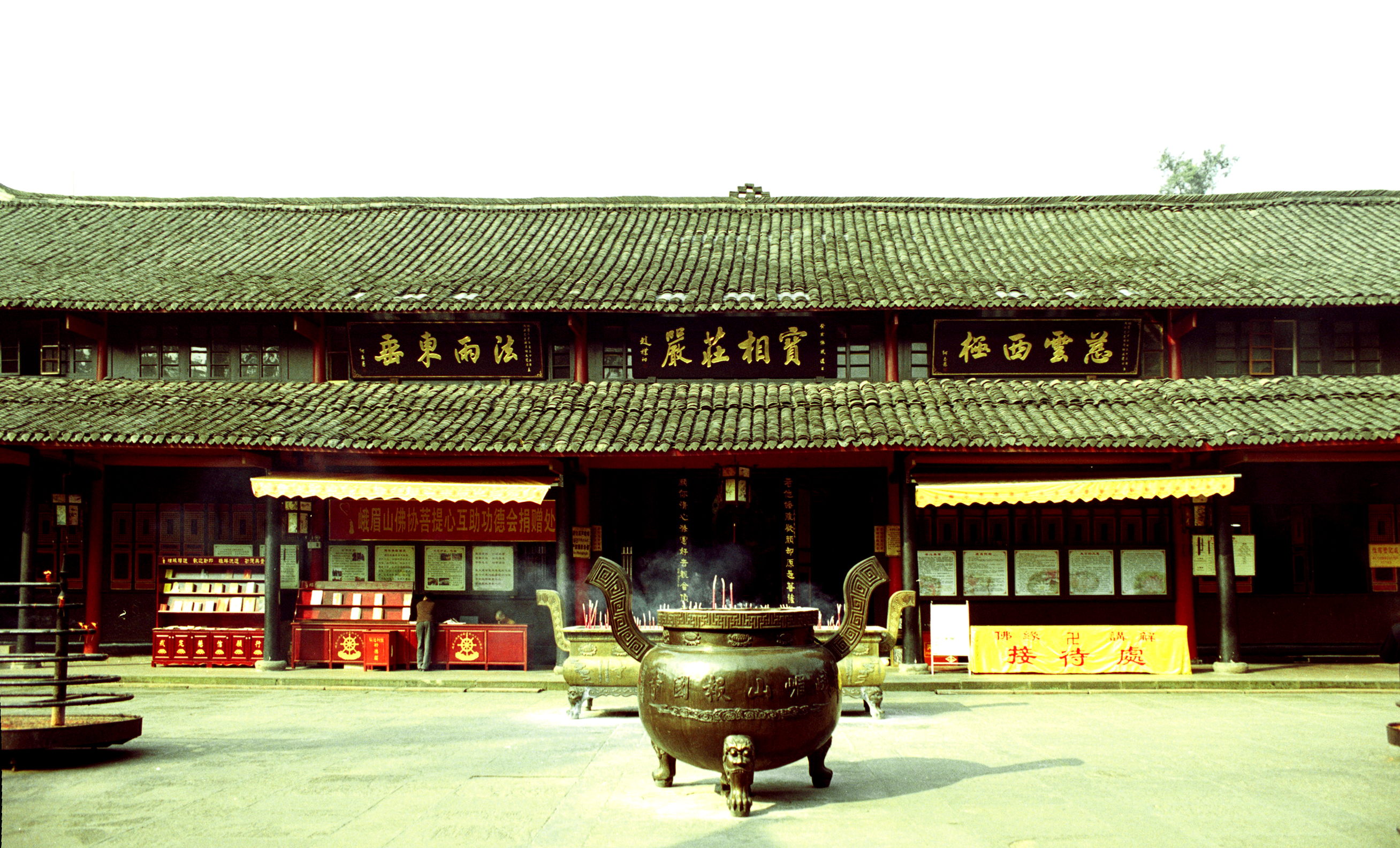
报国寺弥勒殿
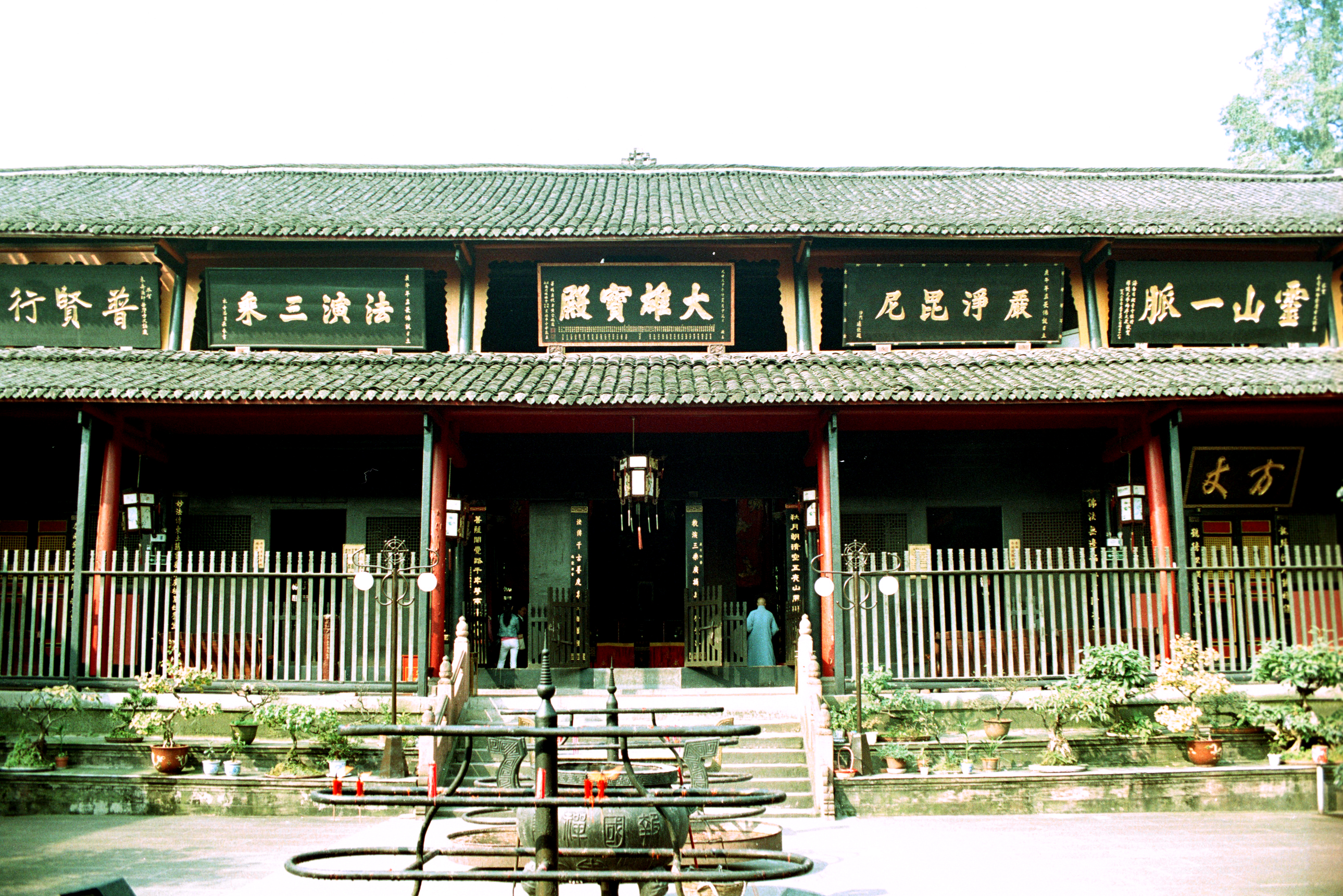
报国寺大雄宝殿
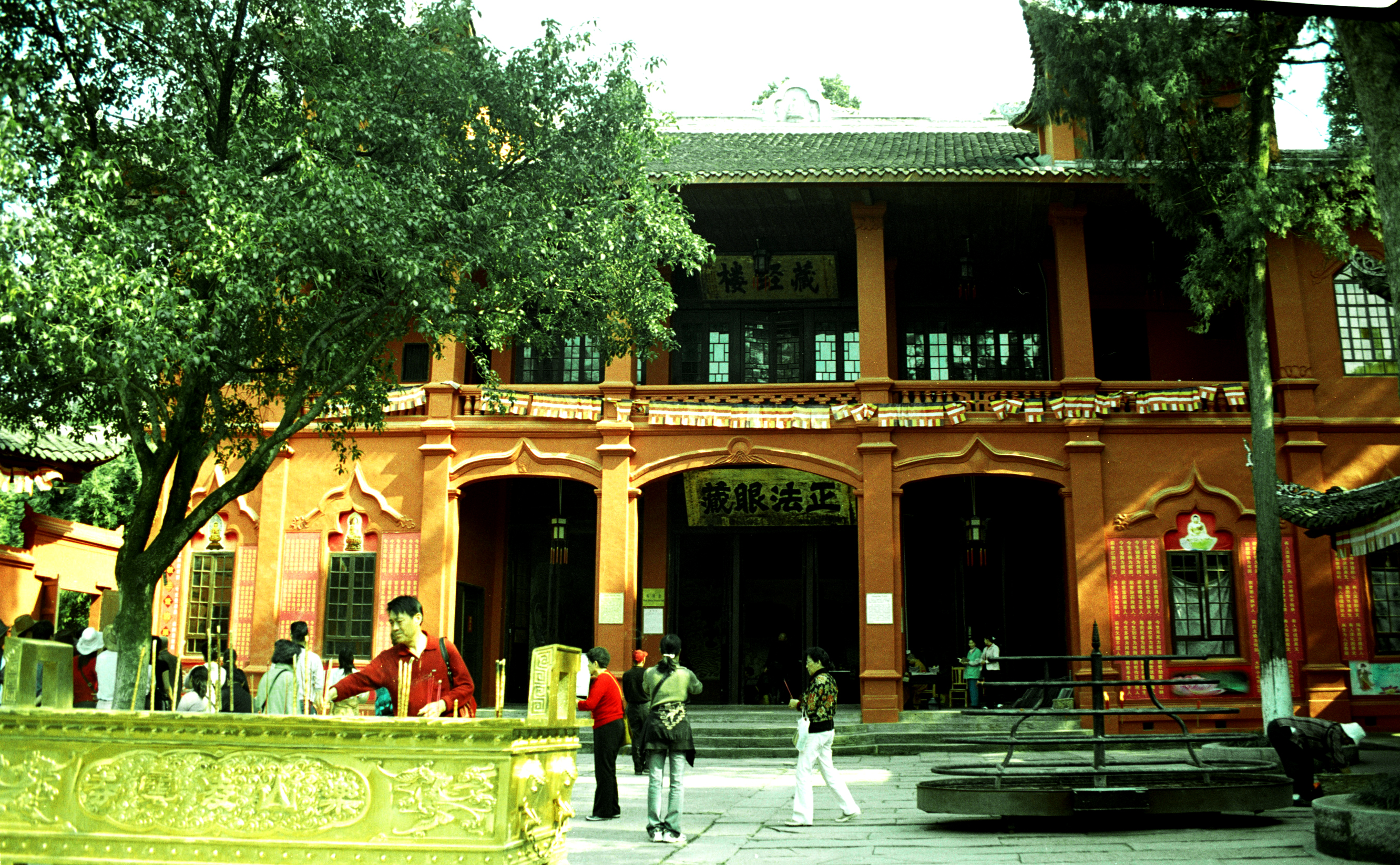
报国寺藏经楼